# Fear Inoculum
Fear Inoculum – je páté studiové album americké rockové skupiny Tool. Album vyšlo 30. srpna 2019 u vydavatelství RCA Records. 

## Seznam skladeb

##### CD verze
| Pořadí         | Název               | Délka |
| -------------- | ------------------- | ----- |
| 1.             | Fear Inoculum       | 10:21 |
| 2.             | Pneuma              | 11:53 |
| 3.             | Invincible          | 12:44 |
| 4.             | Descending          | 13:37 |
| 5.             | Culling Voices      | 10:05 |
| 6.             | Chocolate Chip Trip | 4:47  |
| 7.             | 7empest             | 15:44 |
| Celková délka: | Celková délka:      | 79:10 |

##### Digitalní verze
| Pořadí         | Název                                                      | Délka |
| -------------- | ---------------------------------------------------------- | ----- |
| 1.             | Fear Inoculum                                              | 10:20 |
| 2.             | Pneuma                                                     | 11:53 |
| 3.             | Litanie contre la peur (francouzsky litanie proti strachu) | 2:14  |
| 4.             | Invincible                                                 | 12:44 |
| 5.             | Legion Inoculant                                           | 3:09  |
| 6.             | Descending                                                 | 13:37 |
| 7.             | Culling Voices                                             | 10:05 |
| 8.             | Chocolate Chip Trip                                        | 4:48  |
| 9.             | 7empest                                                    | 15:43 |
| 10.            | Mockingbeat                                                | 2:05  |
| Celková délka: | Celková délka:                                             | 86:43 |

##### Vinyl verze
| Pořadí         | Název               | Délka |
| -------------- | ------------------- | ----- |
| 1.             | Fear Inoculum       | 10:20 |
| 2.             | Pneuma              | 11:53 |
| 3.             | Invincible          | 12:44 |
| 4.             | Legion Inoculant    | 3:09  |
| 5.             | Descending          | 13:37 |
| 6.             | Culling Voices      | 10:05 |
| 7.             | Chocolate Chip Trip | 4:48  |
| 8.             | 7empest             | 15:43 |
| 9.             | Mockingbeat         | 2:05  |
| Celková délka: | Celková délka:      | 84:29 |